# 里基·普吉
里卡德·普吉·馬蒂（1999年8月13日—），是西班牙職業足球員，司職中场，现效力于美國職業足球大聯盟俱樂部洛杉磯銀河。

## 球會生涯

### 巴塞罗那
2019年4月13日，普吉首度參加西甲聯賽，第67分鐘替補上場，巴塞罗那0-0戰平韋斯卡。

2020年10月6日，普吉正式晉升為巴塞罗那足球俱乐部一線隊，將身穿12號球衣。

2021年1月24日，普吉在客場對陣埃爾切2-0獲勝的比賽中踢進了他在西甲的第一個進球。

### 洛杉磯銀河
2022年8月4日，美國職業足球大聯盟俱樂部洛杉磯銀河使用定向分配資金與普吉簽約，巴塞罗那保留回購權和任何未來銷售的50%分潤權利。他簽下了一份三年半的合約，直到2025賽季結束。

## 國家隊生涯
2020年8月20日，普吉入選西班牙U21國家隊的2021年U21歐洲國家盃名單。  

## 個人生活
里基·普吉是前職業足球運動員泰拿沙左後衛卡洛斯·普吉的兒子。

## 榮譽

### 球會
巴塞罗那
- 歐洲青年聯賽冠軍：2017–18賽季
- 西班牙足球甲级联赛冠軍：2018–19賽季[8]
- 西班牙国王盃冠軍：2020–21賽季

## 外部連結
- Soccerway資料庫：里基·普吉